# Nicolaas van Eyck

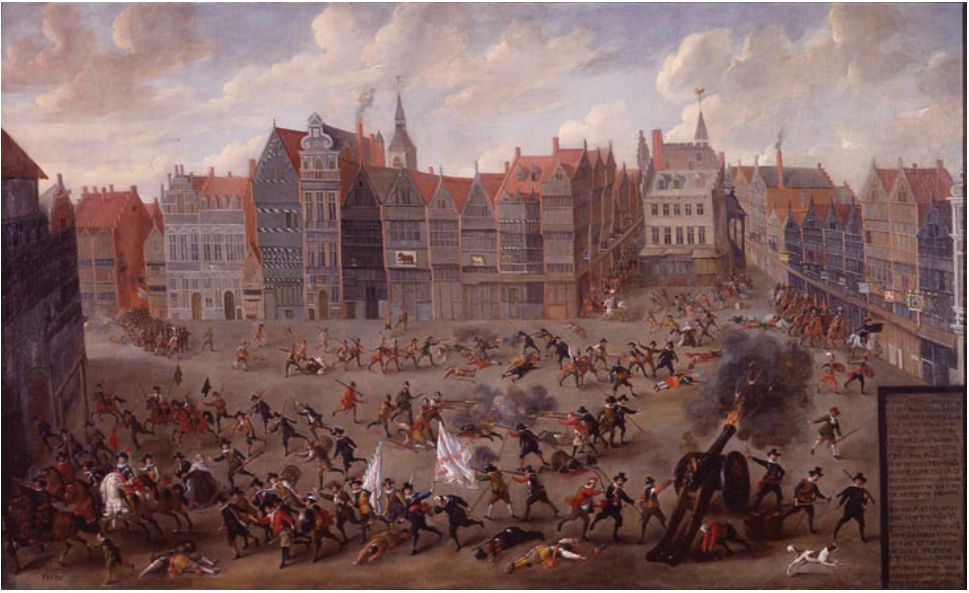
De inname van Mechelen door de Geuzen onder leiding van Olivier van Tympele en John Norrits op 9 april 1580

Nicolaas van Eyck, Nicolaas van Eijck of Nicolaes van Eyck (1617, Antwerpen – aldaar, 1679) was een Vlaamse schilder die in het midden van de 17e eeuw actief was in Antwerpen. Hij was een leerling van Theodoor Rombouts en behoorde tot de Antwerpse School.

## Levensloop
Nicolaas van Eyck werd geboren in Antwerpen als zoon van de kleermaker Nicolaas van Eyck en zijn vrouw Joanna Ros, oorspronkelijk afkomstig uit het Prinsbisdom Luik. Hij werd gedoopt op 9 februari 1617. Hij had een zus en drie broers, van wie Gaspar van Eyck een zeeschilder werd.
Hij trouwde op 16 september 1643 met Dymphna Heyman.
Hij was bevriend met Jan Philip van Thielen.
- Biografisch Portaal: 98371918
- RKD-Nederlands Instituut voor Kunstgeschiedenis: 26962
- Union List of Artist Names: 500010174
- Virtual International Authority File: 95743090